# Ян Снядецький
Ян Снядецький (пол. Jan Chrzciciel Władysław Śniadecki; 29 серпня 1756 — 21 листопада 1830) — польський вчений-енциклопедист, астроном, математик, філософ, педагог. Брат Анджея Снядецького.
У 1812 році був членом Тимчасового Уряду Великого князівства Литовського.

## Життєпис
Син Єнджея (Анджея), міського пивовара та бурмістра містечка Жнін, і його дружини Францішки з дому Ґіщинської. Мав молодшого брата Єнджея. Родина була міщанська, але шляхетського походження і належала до гербу Леліва.
Початкову освіту здобув у Жнінській парафіяльній школі. Далі навчався в Ягеллонському університеті в Кракові, удосконалювався у Геттінгені, Лейдені, Утрехті. У Парижі в університеті вивчав математику під керівництвом Лапласа і Д'Аламбера. У Парижі йому пропонували зайняти місце астронома-обсерватора в Мадриді, проте він відмовився і повернувся до Польщі.
Вчителем Єнджея був майбутній перший директор Волинської гімназії в Крем'янці Юзеф Чех.
Брав участь у діяльності Едукаційної комісії. З 1781 року професор математики і астрономії в Кракові. Лекції читав не латиною, а польською мовою, що було новинкою. Пропагував вчення Миколая Коперника, праця якого «De revolutionibus …» з індексу заборонених книг (лат. Index librorum prohibitorum) була виключена в 1758 році, але представлялася сумнівним.
У 1782 році виступив з ідеєю спорудження в Кракові астрономічної обсерваторії. Через брак коштів ідея була реалізована через десять років (1792). З 1792 по 1803 рік був директором Краківської обсерваторії. У 1787 році відвідав Англію, де ознайомився з роботами обсерваторій у Гринвічі і Оксфорді. Спільно з Вільямом Гершелем в його обсерваторії в Слау проводив спостереження подвійних зірок, Урана, супутників Сатурна.
У 1784 році разом з колегами проводив вдалі експерименти з повітряною кулею, яка піднімалася на 4700 м і утримувалася в повітрі близько півгодини.
Брав участь у національно-визвольному русі під керівництвом Тадеуша Костюшка. У 1803—1805 роках жив у Франції, Італії. У 1805 році повернувся до Кракова.
У 1806—1825 роках — професор Віленського університету, ректор (1807—1815); директор астрономічної обсерваторії. Член-кореспондент Петербурзької Академії наук (1811).
У травні 1810 року виявив витрату Тадеушем Чацьким 12 тис. рублів на своє дітище — Вищу волинську гімназію в місті Крем'янець — замість шкіл Житомира, Вінниці, Кам'янця на Поділлі.
Під час наполеонівського походу 1812 року на Москву входив до складу Тимчасової урядової комісії Великого князівства Литовського — вищого органу цивільної адміністрації у Віленській, Гродненській, Мінській губерніях (департаментах) і Білостоцькій області.
З зародженням романтизму в польській літературі виступив на захист класицизму, на користь орієнтації на твори класичної давньогрецької і давньоримської літератури. Це сприяло самовизначенню нової течії на чолі з Адамом Міцкевичем.
Вийшовши у відставку, оселився в чотирьох милях від Вільни в Яшунах, в маєтку Міхала Балинського, зятя (Балинський був одружений з сестрою братів Снядецьких Зофією). Там же Ян Снядецький помер і похований.

## Науковий внесок
Вважається видатним польським вченим епохи Просвітництва, найбільшим польським астрономом межі XVIII—XIX століть. Наукові роботи відносяться до математики, астрономії, філософії, літератури, мовознавства. Великою заслугою Снядецького була його невтомна працю з організації науки в Польщі.
Досліджував питання основ математики, її філософії та історії. Заклав основи польської математичної термінології. Пропонував ввести у вжиток одноманітну систему вимірювання фізичних величин на зразок системи СІ.
Заслугою Снядецького стала його пропаганда вчення Миколая Коперника. Ще до зняття заборони на виклад вчення опублікував книгу про Коперника (1802), яка сприяла поширенню геліоцентричної теорії будови світу. Систематично вів спостереження малих планет, сонячних і місячних затемнень; проводив розрахунки положень Сонця, Місяця і планет. У 1802 році незалежно від Генріха Ольберса відкрив астероїд Паллада. Снядецький проявив себе як старанний спостерігач. Визначав положення нововідкритих малих планет Церери, Паллади і Вести, комети 1811, поспостерігав 4 сонячних та 2 місячних затемнення, спостерігав затемнення супутників Юпітера і покриття зірок Місяцем. Придбав нові інструменти для Віленської обсерваторії.
У 1804 році опублікував підручник «Географія, або математичний і фізичний опис Землі», в 1817 і 1820 роках вийшли в світ два видання його «сферичної тригонометрії», що довгий час вважалася найкращим підручником з цього предмету.
Виступав проти агностицизму Іммануїла Канта.
Його ім'ям названо кратер на зворотному боці Місяця і планетоїд (Sniadeckia), а також школи, вулиці й пором.

### Праці
Писав праці з математики, філософії, літературно-критичні статті, в тому числі:
- Rachunku algebraicznego teoria przystosowana do geometrii linii krzywych («Теорія алгебраїчного рахунку…», 1783)
- O Koperniku («Про Коперніка», 1802)
- Geografia, czyli opisanie matematyczne i fizyczne ziemi («Географія, або математичний і фізичний опис землі», 1804)
- O rachunku losów («Про випадкові величини», 1817)
- Trygonometria kulista analitycznie wyłożona (1817; підручник перекладено німецькою, вважався кращім європейським підручником у цій галузі)
- O pismach klasycznych i romantycznych („Dziennik Wileński“, 1819)
- Filozofia umysłu ludzkiego («Філософія людського розуму», 1821)